# Phonotaenia hassoni
Phonotaenia hassoni är en skalbaggsart som beskrevs av Franz Antoine och Legrand 2005. Phonotaenia hassoni ingår i släktet Phonotaenia och familjen Cetoniidae. Inga underarter finns listade i Catalogue of Life.